# دانييل كيكيرت
دانييل كيكيرت (بالإنجليزية: Daniel Kickert) مواليد 29 مايو 1983 في ملبورن، فيكتوريا، هو لاعب كرة سلة محترف أسترالي بدأ مسيرته الاحترافية في سنة 2006 يلعب مع فريق بريزبن بولتز في الدوري الأسترالي لكرة السلة كلاعب وسط ويحمل الرقم 14.

## فرق لعب لها
- سي بي غران كناريا
- بريزبن بولتز

## روابط خارجية
- دانييل كيكيرت على موقع الاتحاد الدولي لكرة السلة (الإنجليزية)
- دانييل كيكيرت على موقع الدوري الأوروبي لكرة السلة (الإنجليزية)
- دانييل كيكيرت على موقع الدوري الإسباني لكرة السلة (الإسبانية)
- دانييل كيكيرت على موقع كرة السلة الأوروبية.كوم (الإنجليزية)
- دانييل كيكيرت على موقع كلية كرة السلة في سبورتس رفرنس.كوم (الإنجليزية)
- دانييل كيكيرت على موقع ريلجم (الإنجليزية)
- دانييل كيكيرت على موقع بروبوليرز (الإنجليزية)
- دانييل كيكيرت على موقع سبورتس رفرنس (الإنجليزية)